# Zemský okres Jižní vinná stezka
Zemský okres Jižní vinná stezka (německy Landkreis Südliche Weinstraße) je zemský okres v německé spolkové zemi Porýní-Falc. Sídlem správy zemského okresu je město Landau in der Pfalz, které ovšem není jeho součástí. Má přibližně 109 tisíc obyvatel. 

## Města a obce
Města:
1. Annweiler am Trifels
2. Bad Bergzabern
3. Edenkoben

Obce:
1. Albersweiler
2. Altdorf (Pfalz)
3. Barbelroth
4. Billigheim-Ingenheim
5. Birkenhördt
6. Birkweiler
7. Böbingen (Pfalz)
8. Böchingen
9. Böllenborn
10. Bornheim (Pfalz)
11. Burrweiler
12. Dernbach (Pfalz)
13. Dierbach
14. Dörrenbach
15. Edesheim
16. Eschbach (Pfalz)
17. Essingen (Pfalz)
18. Eußerthal
19. Flemlingen
20. Frankweiler
21. Freimersheim (Pfalz)
22. Gleisweiler
23. Gleiszellen-Gleishorbach
24. Göcklingen
25. Gommersheim
26. Gossersweiler-Stein
27. Großfischlingen
28. Hainfeld (Pfalz)
29. Hergersweiler
30. Herxheim bei Landau/Pfalz
31. Herxheimweyher
32. Heuchelheim-Klingen
33. Hochstadt (Pfalz)
34. Ilbesheim bei Landau in der Pfalz
35. Impflingen
36. Insheim
37. Kapellen-Drusweiler
38. Kapsweyer
39. Kirrweiler (Pfalz)
40. Kleinfischlingen
41. Klingenmünster
42. Knöringen
43. Leinsweiler
44. Maikammer
45. Münchweiler am Klingbach
46. Niederhorbach
47. Niederotterbach
48. Oberhausen (bei Bad Bergzabern)
49. Oberotterbach
50. Oberschlettenbach
51. Offenbach an der Queich
52. Pleisweiler-Oberhofen
53. Ramberg (Pfalz)
54. Ranschbach
55. Rhodt unter Rietburg
56. Rinnthal
57. Rohrbach (Pfalz)
58. Roschbach
59. Sankt Martin (Pfalz)
60. Schweigen-Rechtenbach
61. Schweighofen
62. Siebeldingen
63. Silz
64. Steinfeld (Pfalz)
65. Venningen
66. Völkersweiler
67. Vorderweidenthal
68. Waldhambach
69. Waldrohrbach
70. Walsheim
71. Wernersberg
72. Weyher in der Pfalz